# Atletica leggera ai XII Giochi paralimpici estivi
L'atletica leggera ai XII Giochi paralimpici estivi di Atene si è svolta dal 19 al 27 settembre 2004. Hanno gareggiato 116 nazioni, con 1064 partecipanti (767 uomini e 297 donne), per un totale di 194 eventi.
Gli atleti hanno gareggiato in una delle seguenti categorie:
- 11-13: atleti non e ipovedenti
- 32-38: atleti con paralisi cerebrale (dal 32 al 34 gareggiano in carrozzina)
- 40: atleti affetti da nanismo
- 42-46: amputati ed altre disabilità (les autres)
- 51-58: atleti con una disabilità del midollo spinale (concorrono in carrozzina)

Le classi sono indicate con dei prefissi: "T" (che significa sulla pista), "F" (sul campo) e "P" (gli eventi di pentathlon).

## Nazioni partecipanti[2]
- Afghanistan (2)
- Algeria (14)
- Angola (4)
- Arabia Saudita (2)
- Argentina (9)
- Australia (43)
- Austria (15)
- Azerbaigian (6)
- Bangladesh (1)
- Bahrein (3)
- Belgio (3)
- Benin (1)
- Bielorussia (16)
- Bosnia ed Erzegovina (1)
- Botswana (1)
- Brasile (17)
- Bulgaria (6)
- Cambogia (2)
- Canada (39)
- Capo Verde (2)
- Cile (1)
- Cina (74)
- Cipro (1)
- Colombia (1)
- Corea del Sud (9)
- Costa d'Avorio (1)
- Croazia (6)
- Cuba (15)
- Danimarca (4)
- Ecuador (1)
- Egitto (15)
- El Salvador (2)
- Emirati Arabi Uniti (9)
- Estonia (1)
- Etiopia (1)
- Figi (1)
- Finlandia (5)
- Francia (27)
- Germania (53)
- Ghana (2)
- Giamaica (4)
- Giappone (34)
- Giordania (3)
- Grecia (32)
- Guatemala (2)
- Guinea (1)
- Honduras (2)
- Hong Kong (3)
- India (10)
- Iran (28)
- Iraq (3)
- Irlanda (11)
- Islanda (1)
- Israele (1)
- Italia (20)
- Kazakistan (6)
- Kenya (15)
- Kuwait (10)
- Lesotho (1)
- Lettonia (7)
- Lituania (11)
- Macao (1)
- Malaysia (2)
- Marocco (6)
- Mauritania (1)
- Mauritius (2)
- Messico (40)
- Moldavia (2)
- Mongolia (2)
- Nepal (1)
- Nicaragua (1)
- Niger (1)
- Nigeria (4)
- Norvegia (5)
- Nuova Zelanda (7)
- Paesi Bassi (9)
- Pakistan (9)
- Palestina (2)
- Panama (1)
- Perù (1)
- Polonia (25)
- Portogallo (11)
- Porto Rico (1)
- Qatar (1)
- Regno Unito (35)
- Rep. Ceca (21)
- Rep. Dominicana (2)
- Ruanda (2)
- Russia (24)
- Samoa (2)
- Senegal (2)
- Serbia e Montenegro (2)
- Singapore (2)
- Slovacchia (5)
- Slovenia (3)
- Spagna (36)
- Sri Lanka (1)
- Stati Uniti (42)
- Sudafrica (24)
- Sudan (2)
- Suriname (2)
- Svezia (6)
- Svizzera (15)
- Taipei cinese (4)
- Tanzania (2)
- Thailandia (12)
- Tonga (1)
- Tunisia (22)
- Turchia (1)
- Ucraina (24)
- Uganda (1)
- Uruguay (1)
- Venezuela (6)
- Vietnam (1)
- Zimbabwe (2)

## Medagliere[3]
Nazione ospitante 
| Posizione | Paese               | Oro | Argento | Bronzo | Totale |
| --------- | ------------------- | --- | ------- | ------ | ------ |
| 1         | Cina                | 25  | 20      | 13     | 58     |
| 2         | Australia           | 10  | 12      | 10     | 32     |
| 3         | Canada              | 10  | 4       | 10     | 24     |
| 4         | Sudafrica           | 9   | 7       | 5      | 21     |
| 5         | Ucraina             | 9   | 4       | 8      | 21     |
| 6         | Tunisia             | 8   | 7       | 3      | 18     |
| 7         | Rep. Ceca           | 8   | 5       | 4      | 17     |
| 8         | Stati Uniti         | 7   | 8       | 11     | 26     |
| 9         | Messico             | 7   | 6       | 4      | 17     |
| 10        | Giappone            | 7   | 4       | 7      | 18     |
| 11        | Russia              | 7   | 3       | 6      | 16     |
| 12        | Regno Unito         | 6   | 5       | 6      | 17     |
| 13        | Polonia             | 5   | 8       | 7      | 20     |
| 14        | Francia             | 5   | 6       | 7      | 18     |
| 15        | Brasile             | 5   | 6       | 5      | 16     |
| 16        | Algeria             | 5   | 2       | 5      | 12     |
| 17        | Germania            | 4   | 11      | 9      | 24     |
| 18        | Bielorussia         | 4   | 7       | 4      | 15     |
| 19        | Austria             | 4   | 5       | 2      | 11     |
| 20        | Iran                | 4   | 2       | 9      | 15     |
| 21        | Nigeria             | 4   | 1       | 0      | 5      |
| 22        | Nuova Zelanda       | 4   | 0       | 1      | 5      |
| 23        | Kenya               | 3   | 1       | 3      | 7      |
| 24        | Finlandia           | 3   | 1       | 2      | 6      |
| 25        | Angola              | 3   | 0       | 0      | 3      |
| 26        | Spagna              | 2   | 6       | 3      | 11     |
| 27        | Svizzera            | 2   | 5       | 4      | 11     |
| 28        | Marocco             | 2   | 4       | 0      | 6      |
| 29        | Cuba                | 2   | 2       | 6      | 10     |
| 30        | Danimarca           | 2   | 1       | 2      | 5      |
| 30        | Thailandia          | 2   | 1       | 1      | 5      |
| 32        | Corea del Sud       | 2   | 1       | 0      | 3      |
| 33        | Paesi Bassi         | 1   | 5       | 1      | 7      |
| 34        | Italia              | 1   | 4       | 4      | 9      |
| 35        | Egitto              | 1   | 3       | 5      | 9      |
| 36        | Kuwait              | 1   | 2       | 3      | 6      |
| 37        | Hong Kong           | 1   | 2       | 0      | 3      |
| 38        | Lettonia            | 1   | 1       | 1      | 3      |
| 39        | Azerbaigian         | 1   | 1       | 0      | 2      |
| 40        | Lituania            | 1   | 0       | 4      | 5      |
| 41        | Giamaica            | 1   | 0       | 1      | 2      |
| 41        | Slovacchia          | 1   | 0       | 1      | 2      |
| 43        | Botswana            | 1   | 0       | 0      | 1      |
| 43        | Taipei cinese       | 1   | 0       | 0      | 1      |
| 43        | India               | 1   | 0       | 0      | 1      |
| 43        | Zimbabwe            | 1   | 0       | 0      | 1      |
| 47        | Grecia              | 0   | 5       | 2      | 7      |
| 48        | Irlanda             | 0   | 2       | 1      | 3      |
| 48        | Portogallo          | 0   | 2       | 1      | 3      |
| 48        | Svezia              | 0   | 2       | 1      | 3      |
| 51        | Islanda             | 0   | 2       | 0      | 2      |
| 52        | Emirati Arabi Uniti | 0   | 1       | 2      | 3      |
| 52        | Venezuela           | 0   | 1       | 2      | 3      |
| 54        | Belgio              | 0   | 1       | 1      | 2      |
| 54        | Palestina           | 0   | 1       | 1      | 2      |
| 54        | Slovenia            | 0   | 1       | 1      | 2      |
| 57        | Bahrein             | 0   | 1       | 0      | 1      |
| 57        | Giordania           | 0   | 1       | 0      | 1      |
| 57        | Panama              | 0   | 1       | 0      | 1      |
| 60        | Croazia             | 0   | 0       | 1      | 1      |
| 60        | Porto Rico          | 0   | 0       | 1      | 1      |
| 60        | Ruanda              | 0   | 0       | 1      | 1      |
| 60        | Serbia e Montenegro | 0   | 0       | 1      | 1      |
| Totale    | Totale              | 194 | 194     | 194    | 582    |

## Podi

### Gare maschili
| Evento                        | Oro                                                                  | Argento                                                                 | Bronzo                                                                      |
| 100 m T11                     | Angola - José Sayovo                                                 | Francia - Gautier Makunda                                               | Spagna - Luis Bullido                                                       |
| 100 m T12                     | Nigeria - Adekundo Adesoji                                           | Venezuela - Ricardo Santana                                             | Germania - Matthias Schroeder                                               |
| 100 m T13                     | Stati Uniti - Royal Mitchell                                         | Brasile - André Andrade                                                 | Cuba - Irving Bustamante                                                    |
| 100 m T35                     | Sudafrica - Teboho Mokgalagadi                                       | Islanda - Jon Halldorsson                                               | Cina - Li Weichun                                                           |
| 100 m T36                     | Ucraina - Andriy Zhyltsov                                            | Hong Kong - Wa Wai So                                                   | Cina - Mian Che                                                             |
| 100 m T37                     | Cina - Yang Chen                                                     | Polonia - Lukasz Labuch                                                 | Australia - Darren Thrupp                                                   |
| 100 m T38                     | Australia - Timothy Sullivan                                         | Cina - Zhou Wenjun                                                      | Tunisia - Farhat Chida                                                      |
| 100 m T42                     | Germania - Wojtek Czyz                                               | Francia - Clavel Kayitare                                               | Germania - Heinrich Popow                                                   |
| 100 m T44                     | Stati Uniti - Marlon Shirley                                         | Stati Uniti - Brian Frasure                                             | Sudafrica - Oscar Pistorius                                                 |
| 100 m T46                     | Zimbabwe - Elliot Mujaji                                             | Australia - Heath Francis                                               | Francia - Sebastien Barc                                                    |
| 100 m T52                     | Messico - Salvador Hernandez                                         | Svizzera - Beat Bosch                                                   | Canada - André Beaudoin                                                     |
| 100 m T53                     | Corea del Sud - Suk Man Hong                                         | Kuwait - Hamad Aladwani                                                 | Stati Uniti - Joshua George                                                 |
| 100 m T54                     | Finlandia - Leo Pekka Tähti                                          | Regno Unito - David Weir                                                | Paesi Bassi - Kenny van Weeghel                                             |
| 200 m T11                     | Angola - José Sayovo                                                 | Spagna - Luis Bullido                                                   | Ucraina - Oleksandr Ivanyukhin                                              |
| 200 m T12                     | Nigeria - Adekundo Adesoji                                           | Germania - Matthias Schroeder                                           | Venezuela - Ricardo Santana                                                 |
| 200 m T13                     | Brasile - André Andrade                                              | Sudafrica - Nathan Meyer                                                | Cuba - Irving Bustamante                                                    |
| 200 m T35                     | Sudafrica - Teboho Mokgalagadi                                       | Islanda - Jon Halldorsson                                               | Regno Unito - Lloyd Upsdell                                                 |
| 200 m T36                     | Hong Kong - Wa Wai So                                                | Ucraina - Andriy Zhyltsov                                               | Regno Unito - Graeme Ballard                                                |
| 200 m T37                     | Nuova Zelanda - Matt Slade                                           | Cina - Yang Chen                                                        | Algeria - Mohamed Allek                                                     |
| 200 m T38                     | Australia - Timothy Sullivan                                         | Tunisia - Farhat Chida                                                  | Cina - Zhou Wenjun                                                          |
| 200 m T42                     | Germania - Wojtek Czyz                                               | Francia - Clavel Kayitare                                               | Germania - Heinrich Popow                                                   |
| 200 m T44                     | Sudafrica - Oscar Pistorius                                          | Stati Uniti - Marlon Shirley                                            | Stati Uniti - Brian Frasure                                                 |
| 200 m T46                     | Brasile - Antônio Souza                                              | Francia - Sebastien Barc                                                | Australia - Heath Francis                                                   |
| 200 m T51                     | Messico - Edgar Navarro                                              | Svezia - Tim Johansson                                                  | Italia - Alvise De Vidi                                                     |
| 200 m T52                     | Canada - André Beaudoin                                              | Messico - Salvador Hernandez                                            | Svizzera - Beat Bosch                                                       |
| 200 m T53                     | Corea del Sud - Suk Man Hong                                         | Kuwait - Hamad Aladwani                                                 | Thailandia - Pichet Krungget                                                |
| 200 m T54                     | Finlandia - Leo Pekka Tähti                                          | Paesi Bassi - Kenny van Weeghel                                         | Regno Unito - David Weir                                                    |
| 400 m T11                     | Angola - José Sayovo                                                 | Spagna - Luís Bullido                                                   | Francia - Aladji Ba                                                         |
| 400 m T12                     | Nigeria - Adekundo Adesoji                                           | Cina - Li Yansong                                                       | Bielorussia - Aliaksandr Kuzmichou                                          |
| 400 m T13                     | Stati Uniti - Royal Mitchell                                         | Irlanda - Conal McNamara                                                | Portogallo - José Alves                                                     |
| 400 m T36                     | Russia - Artem Arefyev                                               | Hong Kong - Wa Wai So                                                   | Polonia - Marcin Mielczarek                                                 |
| 400 m T37                     | Ucraina - Oleksandr Driha                                            | Cina - Yang Chen                                                        | Emirati Arabi Uniti - Ali Al Ansari                                         |
| 400 m T38                     | Australia - Timothy Sullivan                                         | Sudafrica - Malcolm Pringle                                             | Regno Unito - Stephen Payton                                                |
| 400 m T44                     | Stati Uniti - Danny Andrews                                          | Australia - Neil Fuller                                                 | Stati Uniti - Ryan Fann                                                     |
| 400 m T46                     | Brasile - Antônio Souza                                              | Australia - Heath Francis                                               | Cina - Wu Faqi                                                              |
| 400 m T52                     | Giappone - Toshihiro Takada                                          | Canada - André Beaudoin                                                 | Austria - Thomas Geierspichler                                              |
| 400 m T53                     | Kuwait - Hamad Aladwani                                              | Corea del Sud - Suk Man Hong                                            | Stati Uniti - Joshua George                                                 |
| 400 m T54                     | Paesi Bassi - Kenny van Weeghel                                      | Giappone - Choke Yasuoka                                                | Canada - Jeff Adams                                                         |
| 800 m T12                     | Spagna - Abel Avila                                                  | Tunisia - Maher Bouallegue                                              | Brasile - Odair Santos                                                      |
| 800 m T13                     | Nuova Zelanda - Tim Prendergast                                      | Brasile - Gilson Anjos                                                  | Canada - Stuart McGregor                                                    |
| 800 m T37                     | Ucraina - Oleksandr Driha                                            | Tunisia - Mohamed Charmi                                                | Polonia - Mariusz Tubielewicz                                               |
| 800 m T38                     | Sudafrica - Malcolm Pringle                                          | Tunisia - Abbes Saidi                                                   | Irlanda - Derek Malone                                                      |
| 800 m T46                     | Regno Unito - Danny Crates                                           | Algeria - Samir Nouioua                                                 | Ruanda - Jean de Dieu Nkundabera                                            |
| 800 m T52                     | Marocco - Abdellah Ez Zine                                           | Austria - Thomas Geierspichler                                          | Canada - Dean Bergeron                                                      |
| 800 m T53                     | Australia - Richard Colman                                           | Stati Uniti - Adam Bleakney                                             | Giappone - Jun Hiromichi                                                    |
| 800 m T54                     | Giappone - Choke Yasuoka                                             | Sudafrica - Ernst van Dyk                                               | Svizzera - Marcel Hug                                                       |
| 1500 m T11                    | Marocco - Mustapha El Aouzari                                        | Canada - Jason Dunkerley                                                | Algeria - Omar Benchiheb                                                    |
| 1500 m T13                    | Tunisia - Maher Bouallegue                                           | Brasile - Odair Santos                                                  | Kenya - Emanuel Asinikal                                                    |
| 1500 m T36                    | Russia - Artem Arefyev                                               | Spagna - José Pampano                                                   | Cina - Cheng En He                                                          |
| 1500 m T37                    | Tunisia - Mohamed Charmi                                             | Ucraina - Oleksandr Driha                                               | Algeria - Khaled Hanani                                                     |
| 1500 m T46                    | Algeria - Samir Nouioua                                              | Marocco - Abdelghani Gtaib                                              | Algeria - Mohamed Aissaoui                                                  |
| 1500 m T52                    | Austria - Thomas Geierspichler                                       | Spagna - Santiago Sanz                                                  | Giappone - Toshihiro Takada                                                 |
| 1500 m T54                    | Messico - Saúl Mendoza                                               | Sudafrica - Ernst van Dyk                                               | Svizzera - Marcel Hug                                                       |
| 5000 m T11                    | Kenya - Henry Wanyoike                                               | Marocco - Mustapha El Aouzari                                           | Kenya - Frangs Karanja                                                      |
| 5000 m T12                    | Tunisia - Maher Bouallegue                                           | Brasile - Odair Santos                                                  | Kenya - Emanuel Asinikal                                                    |
| 5000 m T13                    | Kenya - Joseph Ngorialuk                                             | Panama - Said Gomez                                                     | Cuba - Yunieski Abreu                                                       |
| 5000 m T46                    | Algeria - Samir Nouioua                                              | Spagna - José Javier Conde                                              | Brasile - Ozivam Bonfim                                                     |
| 5000 m T52                    | Giappone - Toshihiro Takada                                          | Austria - Thomas Geierspichler                                          | Spagna - Santiago Sanz                                                      |
| 5000 m T54                    | Australia - Kurt Fearnley                                            | Messico - Aaron Gordian                                                 | Sudafrica - Ernst van Dyk                                                   |
| 10000 m T11                   | Kenya - Henry Wanyoike                                               | Portogallo - Carlos Amaral Ferreira                                     | Italia - Andrea Cionna                                                      |
| 10000 m T12-13                | Tunisia - Maher Bouallegue                                           | Cuba - Diosmani Gonzalez                                                | Lituania - Kestutis Bartkenas                                               |
| 10000 m T54                   | Francia - Joel Jeannot                                               | Thailandia - Prawat Wahorum                                             | Thailandia - Rawat Tana                                                     |
| Maratona T11                  | Giappone - Yuichi Takahashi                                          | Portogallo - Carlos Amaral Ferreira                                     | Italia - Andrea Cionna                                                      |
| Maratona T13                  | Russia - Ildar Pomykalov                                             | Australia - Roy Daniell                                                 | Lituania - Linas Balsys                                                     |
| Maratona T51                  | Italia - Alvise De Vidi                                              | Germania - Stefan Strobel                                               | Messico - Edgar Navarro                                                     |
| Maratona T52                  | Giappone - Toshihiro Takada                                          | Austria - Thomas Geierspichler                                          | Canada - Clayton Gerein                                                     |
| Maratona T54                  | Australia - Kurt Fearnley                                            | Canada - Kelly Smith                                                    | Polonia - Tomasz Hamerlak                                                   |
| Staffetta 4×100 m T11–13      | Cina Duan Qifeng Li Yansong Li Qiang Xiang Wu                        | Cuba Enrique Cepeda Irving Bustamante Adrian Iznaga Fernando Gonzalez   | Venezuela Anibal Bello Oduver Daza Ricardo Santana José Villarreal          |
| Staffetta 4×100 m T35-T38     | Australia Tim Sullivan Benjamin Hall Darren Thrupp Paul Benz         | Cina Zhou Wenjun Yang Chen Lü Yi Mian Che                               | Ucraina Andriy Onufriyenko Serhiy Norenko Oleksandr Driha Andriy Zhyltsov   |
| Staffetta 4×100 m T42–46      | Stati Uniti Brian Frasure Danny Andrews Casey Tibbs Raphew Reed Jr   | Francia Dominique Andre Serge Ornem Sebastien Barc Xavier le Draoullec  | Australia Don Elgin Neil Fuller Stephen Wilson Heath Francis                |
| Staffetta 4×100 m T53/T54     | Thailandia Prawat Wahorum Supachai Koysub Rawat Tana Pichet Krungget | Australia Richard Colman Richard Nicholson Kurt Fearnley Geoff Trappett | Francia Ludovic Gapenne Pierre Fairbank Claude Issorat Hubert Locco         |
| Staffetta 4×400 m T35-T38     | Tunisia Farhat Chida Fares Hamdi Mohamed Charmi Abbes Saidi          | Cina Yang Chen Lü Yi Zhou Wenjun Mian Che                               | Ucraina Oleksandr Driha Serhiy Norenko Andriy Onufriyenko Andriy Zhyltsov   |
| Staffetta 4×400 m T42-46      | Stati Uniti Brian Frasure Ryan Fann Raphew Reed Jr Danny Andrews     | Australia Neil Fuller Don Elgin Heath Francis Stephen Wilson            | Francia Xavier le Draoullec Emmanuel Lacroix Dominique Andre Sebastien Barc |
| Staffetta 4×400 m T53/T54     | Thailandia Rawat Tana Pichet Krungget Supachai Koysub Prawat Wahorum | Francia Joel Jeannot Pierre Fairbank Eric Teurnier Claude Issorat       | Giappone Masazumi Soejima Susumu Kangawa Yoshifumi Nagao Choke Yasuoka      |
| Salto in alto F42             | Cina - Bin Hou                                                       | Cina - Wei Zhong Guo                                                    | Austria - Dennis Wliszczak                                                  |
| Salto in alto F44/46          | Cina - Yancong Wu                                                    | Stati Uniti - Jeff Skiba                                                | Cina - Qiu Hong Wang                                                        |
| Salto in lungo F11            | Cina - Li Duan                                                       | Stati Uniti - Elexis Gillette                                           | Russia - Sergej Sevost'janov                                                |
| Salto in lungo F12            | Azerbaigian - Oleg Panyutin                                          | Sudafrica - Hilton Langenhoven                                          | Cina - Duan Qifeng                                                          |
| Salto in lungo F13            | Cuba - Ángel Jimenez                                                 | Bielorussia - Ihar Fartunau                                             | Palestina - Mohammed Fannouna                                               |
| Salto in lungo F36-38         | Cina - Guo Wei                                                       | Cina - Xin Han Fu                                                       | Australia - Darren Thrupp                                                   |
| Salto in lungo F42            | Germania - Wojtek Czyz                                               | Italia - Stefano Lippi                                                  | Germania - Heinrich Popow                                                   |
| Salto in lungo F44            | Svizzera - Urs Kolly                                                 | Italia - Roberto La Barbera                                             | Stati Uniti - Marlon Shirley                                                |
| Salto in lungo F46            | Ucraina - Anton Skachkov                                             | Marocco - Mohammed Dif                                                  | Francia - Arnaud Assoumani                                                  |
| Salto triplo F11              | Cina - Li Duan                                                       | Azerbaigian - Zeynidin Bilalov                                          | Russia - Sergej Sevost'janov                                                |
| Salto triplo F12              | Cina - Duan Qifeng                                                   | Bielorussia - Aliaksandr Kuzmichou                                      | Ucraina - Ivan Kytsenko                                                     |
| Salto triplo F46              | Ucraina - Anton Skachkov                                             | Cina - Wen Jie Mai                                                      | Cina - Hong Wei Zhang                                                       |
| Lancio della clava F32/51     | Regno Unito - Stephen Miller                                         | Rep. Ceca - Radim Běleš                                                 | Algeria - Karim Betina                                                      |
| Lancio del disco F12          | Cina - Hai Tao Sun                                                   | Russia - Vladimir Andryushchenko                                        | Lituania - Rolandas Urbonas                                                 |
| Lancio del disco F13          | Ucraina - Oleksandr Yasynovyy                                        | Algeria - Hakim Yahiaoui                                                | Bielorussia - Siarhei Hrybanan                                              |
| Lancio del disco F32/51       | Rep. Ceca - Radim Běleš                                              | Irlanda - John McCarthy                                                 | Regno Unito - Dave Gale                                                     |
| Lancio del disco F33/34       | Iran - Siamak Saleh-Farajzadeh                                       | Regno Unito - Dan West                                                  | Emirati Arabi Uniti - Mohammad Bin Dabbas                                   |
| Lancio del disco F35          | Cina - Feng Yan                                                      | Cina - Xin Han Fu                                                       | Lettonia - Edgars Bergs                                                     |
| Lancio del disco F36          | Rep. Ceca - Milan Kubala                                             | Paesi Bassi - Willem Noorduin                                           | Sudafrica - Duane Strydom                                                   |
| Lancio del disco F37          | Polonia - Tomasz Blatkiewicz                                         | Tunisia - Haissem Ben Halima                                            | Egitto - Mostafa Ahmed                                                      |
| Lancio del disco F38          | Ucraina - Oleksandr Doroshenko                                       | Iran - Javad Hardani                                                    | Germania - Thomas Loosch                                                    |
| Lancio del disco F42          | Sudafrica - Fanie Lombaard                                           | Belgio - Gino de Keersmaeker                                            | Lituania - Algirdas Tatulis                                                 |
| Lancio del disco F44/46       | Regno Unito - Dan Greaves                                            | Danimarca - Jackie Christiansen                                         | Cina - Si Lao Ha                                                            |
| Lancio del disco F52          | Lettonia - Aigars Apinis                                             | Germania - Rico Glagla                                                  | Nuova Zelanda - Peter Martin                                                |
| Lancio del disco F53          | Giamaica - Alphanso Cunningham                                       | Giappone - Toshie Oi                                                    | Egitto - Mohamed Hassani                                                    |
| Lancio del disco F54          | Cina - Fan Liang                                                     | Grecia - Efthymios Kalaras                                              | Rep. Ceca - Frantisek Purgl                                                 |
| Lancio del disco F55          | Rep. Ceca - Martin Němec                                             | Iran - Jalil Bagheri Jeddi                                              | Iran - Mokhtar Nourafshan                                                   |
| Lancio del disco F56          | Iran - Mohammad Sadeghi Mehryar                                      | Rep. Ceca - Miroslav Sperk                                              | Giamaica - Tanto Campbell                                                   |
| Lancio del disco F57          | Rep. Ceca - Rostislav Pohlmann                                       | Cina - Zheng Weihai                                                     | Egitto - Hossam Abd Ellatif                                                 |
| Lancio del disco F58          | Cina - Yong Gang Chen                                                | Egitto - Mahmoud Elatar                                                 | Iran - Alireza Kamali                                                       |
| Lancio del giavellotto F11    | Austria - Bil Marinkovic                                             | Germania - Siegmund Hegeholz                                            | Giappone - Mineho Ozaki                                                     |
| Lancio del giavellotto F12    | Bielorussia - Aliaksandr Tryputs                                     | Polonia - Miroslaw Pych                                                 | Serbia e Montenegro - Milos Grlica                                          |
| Lancio del giavellotto F13    | Taipei cinese - Chih Chung Chiang                                    | Cina - Bo Quan Zhou                                                     | Canada - France Gagne                                                       |
| Lancio del giavellotto F35    | Cina - Guo Wei                                                       | Sudafrica - Fabian Michaels                                             | Francia - Thierry Cibone                                                    |
| Lancio del giavellotto F36/38 | Sudafrica - Nicholas Newman                                          | Polonia - Pawel Piotrowski                                              | Ucraina - Oleksandr Doroshenko                                              |
| Lancio del giavellotto F37    | Regno Unito - Kenneth Churchill                                      | Australia - Kieran Ault                                                 | Polonia - Jacek Przebierala                                                 |
| Lancio del giavellotto F42    | Danimarca - Jakob Mathiasen                                          | Sudafrica - Fanie Lombaard                                              | Iran - Vahab Saalabi                                                        |
| Lancio del giavellotto F44/46 | India - Devendra Jhajharia                                           | Cina - Ming Jie Gao                                                     | Cina - Dai Chen Wang                                                        |
| Lancio del giavellotto F52/53 | Nuova Zelanda - Peter Martin                                         | Messico - Adrian Paz Velazquez                                          | Iran - Abdolreza Jokar                                                      |
| Lancio del giavellotto F54    | Messico - Luis Zepeda                                                | Finlandia - Rauno Saunavaara                                            | Iran - Avaz Azmoudeh                                                        |
| Lancio del giavellotto F55/56 | Iran - Ali Naderi                                                    | Paesi Bassi - Pieter Gruijters                                          | Cina - Ying Bin Zhang                                                       |
| Lancio del giavellotto F57    | Iran - Mohammad Reza Mirzaei                                         | Egitto - Ibrahim Ali                                                    | Rep. Ceca - Rostislav Pohlmann                                              |
| Lancio del giavellotto F58    | Nigeria - Silver Ezeikpe                                             | Egitto - Mahmoud Elatar                                                 | Porto Rico - Alexis Pizarro                                                 |
| Getto del peso F11            | Spagna - David Casinos                                               | Austria - Willibald Monschein                                           | Ucraina - Volodymyr Piddubnyy                                               |
| Getto del peso F13            | Cina - Hai Tao Sun                                                   | Ucraina - Oleksandr Yasynovyy                                           | Australia - Russell Short                                                   |
| Getto del peso F32            | Algeria - Karim Betina                                               | Emirati Arabi Uniti - Mana Abdulla Sulaiman                             | Kuwait - Dhari Almutairi                                                    |
| Getto del peso F33/34         | Rep. Ceca - Roman Musil                                              | Australia - Hamish Macdonald                                            | Iran - Mohsen Amoo-Aghaei                                                   |
| Getto del peso F35            | Cina - Guo Wei                                                       | Lettonia - Edgars Bergs                                                 | Francia - Thierry Cibone                                                    |
| Getto del peso F36            | Polonia - Pawel Piotrowski                                           | Paesi Bassi - Willem Noorduin                                           | Australia - Nicholas Larionow                                               |
| Getto del peso F37            | Polonia - Tomasz Blatkiewicz                                         | Bahrein - Ahmed Meshaima                                                | Polonia - Robert Chyra                                                      |
| Getto del peso F38            | Ucraina - Oleksandr Doroshenko                                       | Germania - Thomas Loosch                                                | Rep. Ceca - Dusan Grezl                                                     |
| Getto del peso F40            | Slovacchia - Marek Margoc                                            | Germania - Lutz Langer                                                  | Iran - Asghar Zareeinejad                                                   |
| Getto del peso F42            | Sudafrica - Fanie Lombaard                                           | Bielorussia - Viktar Khilmonchyk                                        | Iran - Mehrdad Karamzadeh                                                   |
| Getto del peso F44            | Danimarca - Jackie Christiansen                                      | Stati Uniti - Edwin Cockrell                                            | Cuba - Gerdan Fonseca                                                       |
| Getto del peso F52            | Nuova Zelanda - Peter Martin                                         | Grecia - Georgios Karaminas                                             | Germania - Rico Glagla                                                      |
| Getto del peso F53            | Messico - Mauro Maximo de Jesus                                      | Palestina - Husam Azzam                                                 | Grecia - Christos Angourakis                                                |
| Getto del peso F54            | Austria - Georg Tischler                                             | Austria - Rene Schwarz                                                  | Finlandia - Markku Niinimaki                                                |
| Getto del peso F56            | Polonia - Krzysztof Smorszczewski                                    | Germania - Gerhard Wies                                                 | Danimarca - Rene Nielsen                                                    |
| Getto del peso F57            | Sudafrica - Michael Louwrens                                         | Giordania - Jamil Elshebli                                              | Slovacchia - Julius Hutka                                                   |
| Getto del peso F58            | Egitto - Ibrahim Mahmoud Allam                                       | Polonia - Janusz Rokicki                                                | Egitto - Hany Elbehiry                                                      |
| Pentathlon P13                | Bielorussia - Ihar Fartunau                                          | Bielorussia - Aliaksandr Tryputs                                        | Belgio - Kurt van Raefelghem                                                |
| Pentathlon P44                | Svizzera - Urs Kolly                                                 | Stati Uniti - Casey Tibbs                                               | Australia - Don Elgin                                                       |
| Pentathlon P54-58             | Cina - Yong Ling                                                     | Paesi Bassi - Pieter Gruijters                                          | Danimarca - Rene Nielsen                                                    |

### Gare femminili
| Evento                              | Oro                               | Argento                           | Bronzo                           |
| 100 m T11                           | Brasile - Ádria Santos            | Cina - Wu Chunmiao                | Grecia - Paraskevi Kantza        |
| 100 m T12                           | Francia - Assia El Hannouni       | Bielorussia - Volha Zinkevich     | Brasile - Maria José Alves       |
| 100 m T13                           | Russia - Olga Semenova            | Grecia - Anthi Karagianni         | Cuba - Ana Jiménez Pérez         |
| 100 m T34                           | Canada - Chelsea Clark            | Canada - Chelsea Lariviere        | Regno Unito - Deborah Brennan    |
| 100 m T36                           | Cina - Wang Fang                  | Regno Unito - Hazel Robson        | Giappone - Yuki Kato             |
| 100 m T37                           | Ucraina - Oksana Krechunyak       | Germania - Isabelle Foerder       | Australia - Lisa McIntosh        |
| 100 m T46                           | Australia - Amy Winters           | Polonia - Anna Szymul             | Russia - Elena Chistilina        |
| 100 m T53                           | Regno Unito - Tanni Grey-Thompson | Italia - Francesca Porcellato     | Australia - Angie Ballard        |
| 100 m T54                           | Canada - Chantal Petitclerc       | Stati Uniti - Tatyana McFadden    | Svizzera - Manuela Schär         |
| 200 m T11                           | Cina - Wu Chunmiao                | Brasile - Ádria Santos            | Spagna - Purificación Santamarta |
| 200 m T12                           | Francia - Assia El Hannouni       | Bielorussia - Volha Zinkevich     | Brasile - Maria José Alves       |
| 200 m T34                           | Canada - Chelsea Clark            | Regno Unito - Debbie Brennan      | Giappone - Noriko Arai           |
| 200 m T36                           | Cina - Wang Fang                  | Regno Unito - Hazel Robson        | Giappone - Eriko Kikuchi         |
| 200 m T37                           | Russia - Evgenia Trushnikova      | Australia - Lisa McIntosh         | Germania - Isabelle Foerder      |
| 200 m T46                           | Australia - Amy Winters           | Polonia - Anna Szymul             | Russia - Elena Chistilina        |
| 200 m T52                           | Canada - Lisa Franks              | Svizzera - Pia Schmid             | Messico - Leticia Torres         |
| 200 m T54                           | Canada - Chantal Petitclerc       | Svizzera - Manuela Schär          | Stati Uniti - Tatyana McFadden   |
| 400 m T11-12                        | Francia - Assia El Hannouni       | Brasile - Ádria Santos            | Brasile - Terezinha Guilhermina  |
| 400 m T13                           | Russia - Olga Semenova            | Grecia - Anthi Karagianni         | Sudafrica - Ilse Hayes           |
| 400 m T38                           | Australia - Katrina Webb          | Cina - Wang Fang                  | Ucraina - Inna Dyachenko         |
| 400 m T46                           | Botswana - Tshotlego Morama       | Polonia - Anna Szymul             | Polonia - Alicja Fiodorow        |
| 400 m T52                           | Canada - Lisa Franks              | Messico - Lucia Sosa              | Messico - Leticia Torres         |
| 400 m T53                           | Regno Unito - Tanni Grey-Thompson | Svezia - Madeleine Nordlund       | Italia - Francesca Porcellato    |
| 400 m T54                           | Canada - Chantal Petitclerc       | Australia - Louise Sauvage        | Canada - Diane Roy               |
| 800 m T12                           | Francia - Assia El Hannouni       | Russia - Rima Batalova            | Russia - Elena Pautova           |
| 800 m T53                           | Stati Uniti - Cheri Blauwet       | Italia - Francesca Porcellato     | Svezia - Madelene Nordlund       |
| 800 m T54                           | Canada - Chantal Petitclerc       | Australia - Louise Sauvage        | Canada - Jessica Matassa         |
| 1500 m T12                          | Russia - Elena Pautova            | Kenya - Julia Longorkaye          | Russia - Rima Batalova           |
| 1500 m T54                          | Canada - Chantal Petitclerc       | Svizzera - Edith Hunkeler         | Canada - Diane Roy               |
| 5000 m T54                          | Giappone - Wakako Tsuchida        | Svizzera - Edith Hunkeler         | Stati Uniti - Cheri Blauwet      |
| Maratona T54                        | Giappone - Kazu Hatanaka          | Giappone - Wakako Tsuchida        | Stati Uniti - Cheri Blauwet      |
| Salto in lungo F12                  | Bielorussia - Volha Zinkevich     | Spagna - Rosalía Lázaro           | Bielorussia - Hanna Kaniuk       |
| Salto in lungo F13                  | Cuba - Ana Jiménez Pérez          | Grecia - Anthi Karagianni         | Bielorussia - Aksana Sivitskaya  |
| Salto in lungo F42                  | Cina - Hai Yuan Zhang             | Germania - Christine Wolf         | Messico - Perla Bustamante       |
| Salto in lungo F44/46               | Austria - Andrea Scherney         | Cina - Wang Juan                  | Stati Uniti - April Holmes       |
| Lancio del disco F13                | Cina - Hong Yan Xu                | Bielorussia - Tamara Sivakova     | Canada - Courtney Knight         |
| Lancio del disco F32-34/51-53       | Rep. Ceca - Martina Kniezkova     | Giappone - Kyoko Sato             | Kuwait - Maha Alsheraian         |
| Lancio del disco F35/36/38          | Rep. Ceca - Veronika Foltova      | Cina - Xu Hong Bai                | Polonia - Renata Chilewska       |
| Lancio del disco F37                | Cina - Chun Hua Li                | Australia - Amanda Fraser         | Tunisia - Fatma Kachroudi        |
| Lancio del disco F40                | Tunisia - Enna Ben Abidi          | Tunisia - Afrah Gomdi             | Stati Uniti - Jill Kennedy       |
| Lancio del disco F42-46             | Cina - Zheng Baozhu               | Germania - Claudia Biene          | Croazia - Jelena Vukovic         |
| Lancio del disco F54/55             | Cina - Wang Ting                  | Germania - Marianne Buggenhagen   | Cina - Li Ping Chen              |
| Lancio del disco F56-58             | Brasile - Suely Guimarães         | Cina - Ling Li                    | Iran - Azam Khodayari            |
| Lancio del giavellotto F33/34/52/53 | Messico - Esther Rivera           | Messico - Maria Salas             | Finlandia - Tiina Ala Aho        |
| Lancio del giavellotto F35-38       | Polonia - Renata Chilewska        | Rep. Ceca - Veronika Foltova      | Sudafrica - Beverly Mashinini    |
| Lancio del giavellotto F40          | Tunisia - Afrah Gomdi             | Tunisia - Enna Ben Abidi          | Stati Uniti - Jill Kennedy       |
| Lancio del giavellotto F42-46       | Finlandia - Marjaana Vare         | Russia - Natalia Goudkova         | Germania - Andrea Hegen          |
| Lancio del giavellotto F54/55       | Sudafrica - Zanele Situ           | Slovenia - Tatjana Majcen         | Cina - Li Ping Chen              |
| Lancio del giavellotto F56-58       | Algeria - Sofia Djelal            | Nigeria - Eucharia Njideka Iyiazi | Egitto - Aziza Hussein           |
| Getto del peso F12                  | Bielorussia - Tamara Sivakova     | Cina - Hong Yan Xu                | Australia - Jodi Willis-Roberts  |
| Getto del peso F32-34/52/53         | Messico - Maria Salas             | Ucraina - Tetyana Yakybchuk       | Kuwait - Maha Alsheraian         |
| Getto del peso F35/36               | Rep. Ceca - Veronika Foltova      | Polonia - Renata Chilewska        | Ucraina - Alla Malchyk           |
| Getto del peso F37/38               | Lituania - Aldona Grigaliuniene   | Rep. Ceca - Vladimira Bujarkova   | Rep. Ceca - Eva Berna            |
| Getto del peso F40                  | Tunisia - Afrah Gomdi             | Marocco - Laila El Garaa          | Tunisia - Enna Ben Abidi         |
| Getto del peso F42-46               | Cina - Zheng Baozhu               | Messico - Perla Bustamante        | Cuba - Noralvis de Las Heras     |
| Getto del peso F54/55               | Germania - Marianne Buggenhagen   | Rep. Ceca - Eva Kacanu            | Slovenia - Tatjana Majcen        |
| Getto del peso F56-58               | Algeria -Nadia Medjemedj          | Cina - Ling Li                    | Germania - Martina Willing       |